# Cinnamomum grisebachii
Cinnamomum grisebachii là loài thực vật có hoa trong họ Nguyệt quế. Loài này được Lorea-Hern. miêu tả khoa học đầu tiên năm 1997.